# ラニエーリ・ダズブルゴ
ラニエーリ・ダズブルゴ（イタリア語: Ranieri d'Asburgo, 1783年9月30日 - 1853年1月16日）は、ロンバルド＝ヴェネト王国の初代副王（総督）。ドイツ語名はライナー・フォン・エスターライヒ（Rainer von Österreich）。

## 生涯
トスカーナ大公レオポルド1世（後の神聖ローマ皇帝レオポルト2世）の十男としてピサで生まれる。
1820年5月28日、プラハにおいてカリニャーノ公女マリーア・エリザベッタ（カルロ・エマヌエーレの娘）と結婚した。
ラニエーリは1818年から1848年までロンバルド＝ヴェネト王国の副王を務めた。彼の置かれた立場はわずかな行政責任と、自身と妻がミラノにおけるオーストリア宮廷の長と主張できるという許可であった。
1848年1月18日、ウィーンから遠くなく、政府との通信にも便利なヴェローナへと移り、ミラノを離れた。ミラノとモンツァの宮殿はマクシミリアン大公が9月に到着するまで無人のまま放置された。1848年3月17日、ミラノの5日間の前夜にチロルへ移った。
1853年、ボーツェンで没した。遺体は後に没したマリーア・エリザベッタとともにボーツェンのマリア・ヒンメルファールト大聖堂に埋葬された。

## 子女
マリーア・エリザベッタとの間に以下の6男2女を儲けた（イタリア語名で記す）。
- マリーア・カロリーナ（1821年 - 1844年）
- アデライデ（1822年 - 1855年） - マリーア・アデライデと改名し、サルデーニャ王ヴィットーリオ・エマヌエーレ2世と結婚。ウンベルト1世を産んだことにより、ラニエーリはイタリア王家全員の先祖となった。
- レオポルド・ルイージ（英語版）（1823年 - 1898年）
- エルネスト・カルロ（英語版）（1824年 - 1899年）
- シジズモンド・レオポルド（ドイツ語版）（1826年 - 1891年）
- ラニエーリ・フェルディナンド（イタリア語版）（1827年 - 1913年）
- エンリコ（ドイツ語版）（1828年 - 1891年） - 1868年、レオポルディーネ・ホフマン（ヴァルデック男爵夫人）と貴賤結婚した。
- マッシミリアーノ（1830年 - 1839年）